# ایلخچی (هشترود)
ایلخچی یکی از روستاهای استان آذربایجان شرقی است که در دهستان آتش بیگ قرانقوبخش نظرکهریزی شهرستان هشترود واقع شده‌است.این روستا ۲۵۰ نفر جمعیت دارد ویکی از زیباترین روستاهای شهرستان هشترود به شمار می‌آید

## جمعیت
این روستا در دهستان آتش‌بیگ قرانقو  قرار دارد و براساس سرشماری مرکز آمار ایران در سال ۱۴۰۳، جمعیت آن ۲۵۰ نفر (۵۲ خانوار) بوده‌است.